# Franco Rossi
Franco Rossi (ur. 28 kwietnia 1919 roku we Florencji, stolicy Toskanii i prowincji Florencja, zm. 5 czerwca 2000 roku w Rzymie) – włoski reżyser i scenarzysta filmowy i telewizyjny.
Studiował prawo, a następnie rozpoczął pracę w teatrze i radio. Był asystentem reżyserów - Mario Camerini, Luis Trenker, Renato Castellani i Aldo Vergano. Jego pierwszym sukcesem była komedia Uwodziciel (Il Seduttore, 1954) z Alberto Sordi. Za swoją reżyserię komediodramatu Młodzi przyjaciele (Amici per la pelle, 1955), do którego także napisał scenariusz, był nominowany do Złotego Lwa na europejskim festiwalu filmowym odbywającym się corocznie w Wenecji, gdzie otrzymał nagrodę OCIC. Był reżyserem i scenarzystą komedii sensacyjnej Dwóch misjonarzy (Porgi l'altra guancia, 1974) z udziałem Buda Spencera, Terence’a Hilla i Roberta Loggia.
Jego telewizyjna kariera obejmuje włoską adaptację powieści Henryka Sienkiewicza Rai 1 Quo vadis? (1985) z fascynującą grą austriackiego aktora Klausa Marii Brandauera w roli Nerona, Frederikiem Forrestem jako Gajuszem Petroniuszem, Maxem von Sydow w roli apostoła Pawła i Angelą Moliną jako Akte. Zrealizował także telefilm biblijny Dziecko zwane Jezus (Un Bambino di nome Gesù, 1987) z Alessandro Gassmanem w roli Jezusa.

## Wybrana filmografia

### Filmy kinowe
- 1976: Dziewictwo (Come una rosa al naso) - scenariusz, reżyseria
- 1974: Dwóch misjonarzy (Porgi l'altra guancia) - scenariusz, reżyseria
- 1967: Jedna róża dla wszystkich (Una Rosa per tutti) - scenariusz, reżyseria
- 1967: Czarownice (Le Streghe) - scenariusz, reżyseria
- 1966: Uprawiajcie miłość zamiast wojować (Non faccio la guerra, faccio l'amore) - reżyseria
- 1965: Lalki (Le Bambole) - reżyseria
- 1965: Panowie z kompleksami (I Complessi) - reżyseria
- 1964: Trzy noce miłości (Tre notti d'amore) - reżyseria
- 1964: Niewierność (Alta infedelta) - reżyseria
- 1962: Smog - scenariusz, reżyseria
- 1961: Naga odyseja (Odissea nuda) - scenariusz, reżyseria
- 1959: Śmierć przyjaciela (Morte di un amico) - scenariusz, reżyseria
- 1955: Młodzi przyjaciele (Amici per la pelle) - scenariusz, reżyseria

### Filmy TV
- 1971: Eneida - scenariusz, reżyseria

### Seriale TV
- 1987: Dziecko zwane Jezus (Un Bambino di nome Gesù) - scenariusz, reżyseria
- 1985: Quo Vadis? - scenariusz, reżyseria
- 1982: Historia miłości i przyjaźni (Storia d'amore e d'amicizia) - reżyseria
- 1968: Odyseja (L'Odissea) - scenariusz, reżyseria